# Валери Божинов
Валери Емилов Божинов, известен с прякора си Божинката, е български футболист, нападател, изиграл е 43 мача за националния отбор по футбол на България, в които отбелязва 6 гола.

## Биография
Роден е на 15 февруари 1986 г. в Горна Оряховица. Първоначално Божинов тренира футбол в България, като преминава през детско-юношеските школи на Марица Пловдив, Локомотив София и Добруджа Добрич. На 12-годишна възраст се мести в Малта заедно с майка си Пепа, бивша национална баскетболистка, и втория му баща Сашо Ангелов, който е играл за националния отбор по футбол през 90-те.
Валери Божинов е открит на 14-годишна възраст от спортния директор на Лече Панталео Корвино, докато се състезава с екипа на малтийския футболен отбор Пиета Хотспърс. За да осъществи трансфера, Лече заплаща сумата от 15 хил. евро.
На 12 септември 2007 г. се сдобива със син от попфолк певицата Алисия, кръстен на него – Валери-младши.
На 9 октомври 2011 г. се жени за Николета Лозанова, от която също има дете – момиченце Никол, родено на 1 април 2012 г.

## Кариера
Дебютира за националния отбор на Европейското първенство в Португалия през 2004 срещу Италия. Първия си гол за „А“ отбора отбелязва на 11 август 2004 срещу Ейре. През 2006 г. се присъединява към Ювентус след размяна с Адриан Муту, който е взет от „Фиорентина“. Официално дебютира за „Ювентус“ в мач за Купата на Италия срещу Наполи. През 2007 г. преминава в „Манчестър Сити“ за сумата от 8 млн. евро.
Обещаващият младеж дебютира за италианския Лече на 22 януари 2002 на 15-годишна възраст, което го прави най-младия състезател появил се в игра в калчото.
Божинов загатва за таланта си под ръководството на треньора Зденек Земан, вкарвайки 16 гола. На 18 години той преминава във Фиорентина за сумата от 13 млн. евро. Интересното е, че човекът, който отправил офертата за Валери, е същият който го открива – Панталео Корвино. Така Валери Божинов бил забелязан и считан за един от най-талантливите нападатели в света.
През юли 2006 преминава под наем в италианския гранд Ювентус, като част от сделката за преминаването на Адриан Муту във Фиорентина. В разгара на сезон 2006/2007, талантливият български футболист не успява да се наложи в изхвърления в Серия Б торински гранд и след края на сезона е върнат на Фиорентина, от където е продаден на Манчестър Сити за 4.1 милиона паунда.
През август 2007 по време на мач с Манчестър Юнайтед получава тежка контузия, която го изважда от игра до края на февруари 2008 и той пропуска остатъка от сезона. При завръщането си в първия мач от следващия сезон срещу Астън Вила, той получава втора тежка контузия и пропуска повече от половината сезон. Валери се завръща в игра като резерва в последните минути на двубоя с Уест Хем на 1 март 2009. През юли 2009 преминава под наем за 1 година в италианския отбор Парма.
През лятото на 2010 г. е трансфериран официално в редиците на Парма, за сумата от 6 млн. евро. Играе до края на сезон 2010/11, през който отбелязва 3 гола в 31 шампионатни мача.
През лятото на 2011 г. преминава в редиците на Спортинг Лисабон за сумата от 2.6 млн. евро. През пролетта на 2012 година играе „под наем“ в Лече, докато основният му отбор е Спортинг Лисабон. От Торино – Италия изявяват желание да привлекат Божинов, но до трансфер така и не се стига. В изявление пред „La Stampa“ президентът на „Торино“ Урбано Кайро заяви, че не се интересуват от Божинов. След това играе в италианския отбор „Верона“ като нападател.
През пролетта на 2013 година подписва с Левски (София). Първия му гол с екипа на Левски е срещу Ботев (Пловдив) в турнира за купата на България на четвъртфинал като сините печелят с 3 – 1. През месец май вкарва на Литекс и на Лудогорец. С тези изяви печели наградата за най-добрия играч на месец май. През есента на 2014 изиграва последния си мач за Левски като вкарва за победа с 1 – 0 за Левски от дузпа.
След това подписва с Тернана в Серия Б. Там вкарва 3 гола и в края на сезона подписва със сръбския Партизан Белград.
Там прави силен старт на сезона като записва 3 гола и 3 асистенции за 2 мача в сръбското първенство. Играе в ключови двубои в квалификациите за влизане в групите на ШЛ срещу Стяуа и Бате Борисов, но отбора отпада от беларуския шампион.
Поради постоянните скандали около него и невъзможността да се наложи в елитни клубове като Спортинг, през март 2013 г. Божинов е определен от ВВС като един от големите провали във футбола.
През пролетта на 2017 г. напуска Партизан и подписва с китайския втородивизионен отбор Мейджоу Хака.
През лятото на 2017 г. напуска китайския отбор.
След това преминава в швейцарския Лозана, но само след 7 изиграни мача и 1 вкаран гол напуска.
През зимната пауза на 2018 г. Божинов преминава в хърватския Риека.
През лятната пауза на 2018 г. Божинов преминава като свободен агент в българския клуб Ботев Враца, където старши треньор е вторият му баща Сашо Ангелов, договорът му е до края на годината.
През зимната пауза на 2019 г. Божинов се завръща в Левски София като свободен агент.
През лятото на 2019 г. Божинов отново се завръща в Ботев Враца като свободен агент. През зимната пауза на 2019 г. напуска Ботев Враца, след само 7 изиграни мача.
През зимната пауза на 2020 г. Божинов поддържа форма с тима на Септември София, след което на 13.02.2020 г. подписва с италианския Пескара. През лятото на същата година след само 3 изиграни мача Божинов напуска Пескара.
На 15 септември 2020 г. Божинов отново се завръща в Левски София. Напуска отбора на Левски през 2021 г. след идването на Станимир Стоилов.
На 10 януари 2022 г. Божинов подписва със Септември София до края на сезона. На 11 октомври 2022 г. Божинов напуска Септември София след раздялата на клуба със старши треньора Славко Матич.
На 13 февруари 2023 г. Божинов се присъединява към тима на Добруджа Добрич, а освен това той влиза в треньорския щаб на старши треньора Сашо Ангелов. Напуска отбора на Добруджа Добрич заедно със Сашо Ангелов през април 2023 г.
На 6 април 2023 г. се присъединява към тима на Витоша Бистрица.
На 19 октомври 2023 г. се присъединява към аматьорският отбор на ФК Костенец, прави дебют за отбора срещу Мътивир (Ихтиман) като отбелязва 4 гола, при победата на неговия отбор с 6:1. След 1 изигран мач и 4 вкарани гола през 2024 г. напуска отбора.
През октомври 2024 г. Божинов се присъединява към четвъртодивизионния ФК Казичене, прави дебюта си за отбора срещу Искър (Нови Искър). След само един изигран мач напуска отбора.
През януари 2025 г. Божинов започва подготовка с тима на Рилски спортист (Самоков).

## Успехи
- Ювентус Серия Б – 2006/2007
- Верона Серия Б – 2012/2013
- Партизан Белград Купа на Сърбия – 2015/2016
- Сръбска суперлига – 2015/2016